# Mayora Indah
PT Mayora Indah Tbk, oder einfach Mayora, ist ein indonesisches Lebensmittel- und Getränkeunternehmen, das am 17. Februar 1977 gegründet wurde. Das Unternehmen ist durch die Marke Kopiko als der weltweit größte Hersteller von Kaffeesüßigkeiten anerkannt.

## Geschichte
Die Geschichte von Mayora reicht bis ins Jahr 1948 zurück, als eine Familie chinesischer Einwanderer begann, in ihrer Küche Kekse herzustellen. Marie Biscuits war dabei ihr erstes Produkt. 1976 zog die Familie ins Kampung Bali in Jakarta und begann mit dem Verkauf von Keksen der Marke Roma. Mayora wurde 1977 offiziell gegründet und eröffnete seine erste Fabrik in Tangerang, westlich der indonesischen Hauptstadt Jakarta. Kopiko, eine Süßigkeit mit Kaffeegeschmack, wurde 1982 auf den Markt gebracht. Das Unternehmen ging 1990 an die Börse und weitete seine Präsenz auf andere asiatische Länder aus. Im November 2017 wurden Mayoras Kopiko-Snacks auf der Internationalen Raumstation im Rahmen eines Thanksgiving-Dinners von Astronauten fotografiert. Im Jahr 2019 wurde Mayoras Gründer und Chef Jogi Hendra Atmadja von Forbes als zehntreichste Person in Indonesien mit einem Vermögen von drei Milliarden Dollar aufgelistet.

## Marken
Mayora Indah produziert mehrere Produktlinien, nämlich:
- Keks: Roma Better, Roma Slai Olai, Roma Chess Kress, Roma Coffee Joy, Roma Malkist Crackers, Roma Malkist Abon, Roma Sari Gandum Sandwich, Roma Cream Cracker, Roma Biscuits Kelapa, Roma Marie Susu, Malkist
- Süßigkeiten: Kopiko, Kis, Fres, Plonk, Tamarin, Juizy Milk
- Waffeln: Astor, Beng-Beng, Beng-Beng Max, Roma Zuper Keju (Cal Cheese), Superstar
- Schokolade: Choki-Choki, Danisa
- Getreide: Energen
- Kaffee: Kopiko Brown Coffee, Kopiko Blanca, Kopiko White Mocca, Torabika Duo, Torabika Oke, Torabika 3 in 1, Torabika Jahe Susu, Torabika Cappuccino, Tora Moka, Tora Susu, Kopiko Schwarz, Kopiko Cappuccino, Kopiko LA (niedrige Säure), Kopiko Double Cups, Tora Cafe, Torabika Creamy Latte, Drink Beng-Beng
- Fruchtfleisch: Super Bubur
- Instant-Nudel: Migelas
- Getränk: Kopiko 78°C, Pucuk Harum Tee, Q Guava, Kopiko Iced Blanca, Kopiko Iced Black, Kopiko Iced Brown, Le Minerale